# Wakesurf

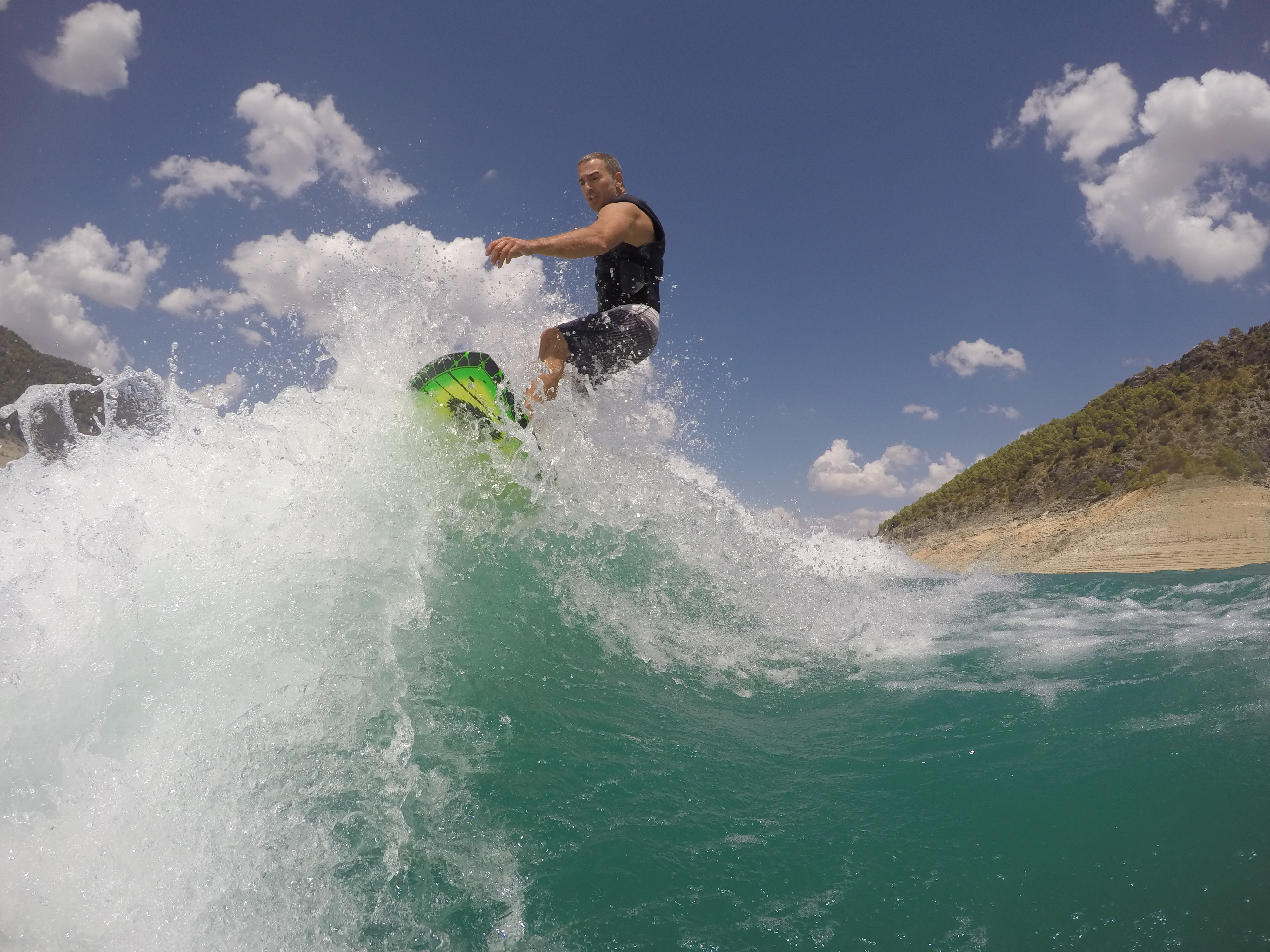
Wakesurf en Entrepeñas

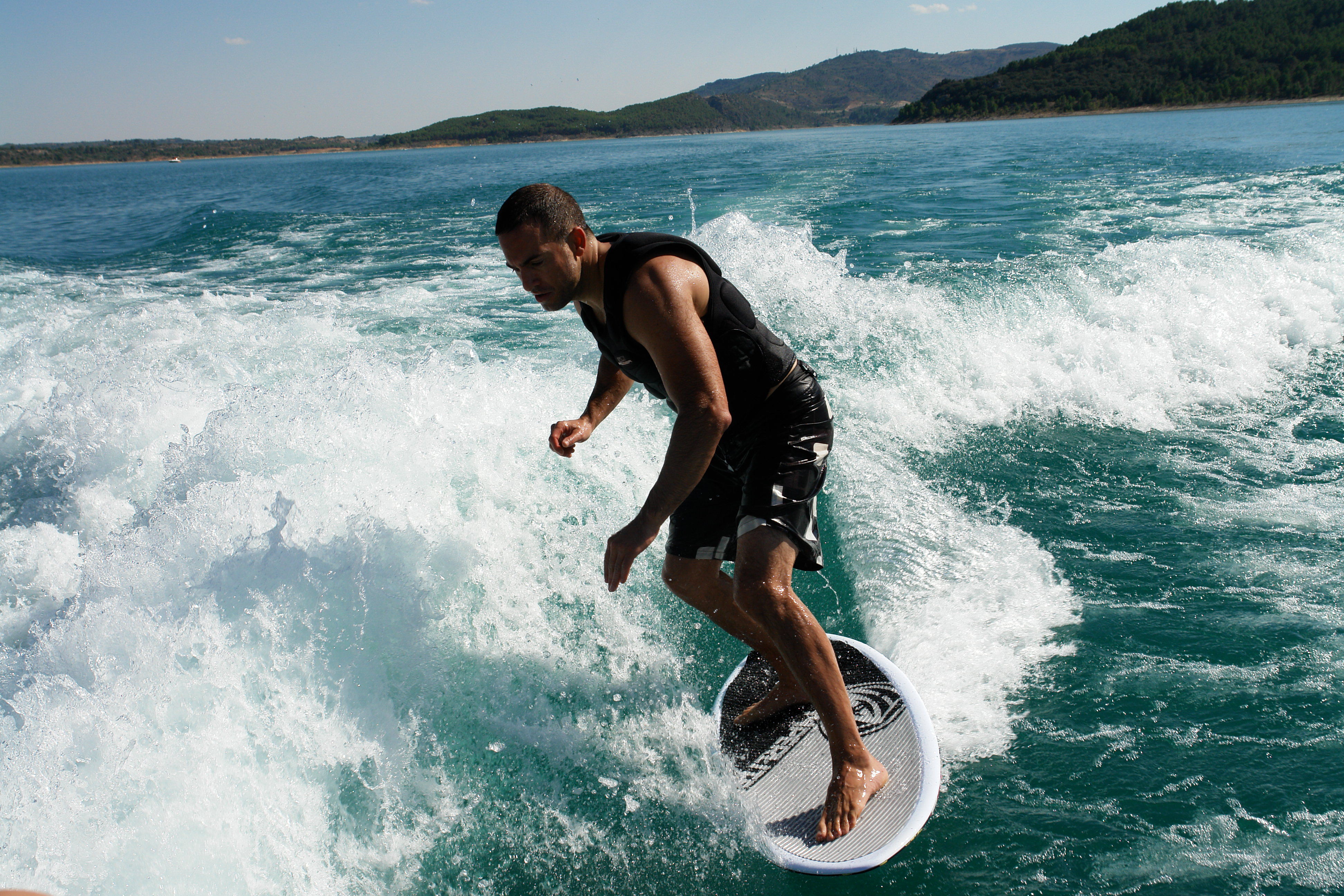
Wakesurf en Madrid

El wakesurf es un deporte acuático de arrastre en el que se usa la ola de una lancha para hacer surf.
Al inicio de la actividad se utiliza una cuerda para salir, bien desde el agua o desde la plataforma de popa de la embarcación, que posteriormente se suelta cuando se ha alcanzado la velocidad adecuada y se ha formado una ola suficiente para arrastrar la tabla.
Las tablas utilizadas son similares a las convencionales de surf, si bien podemos encontrar también las tipo skim que son más cortas, anchas y con quillas más pequeñas. Estas tablas de wakesurf requieren un nivel mayor de habilidad y son más adecuadas para realizar trucos de superficie.

## Historia
El wakesurf es probablemente el primer deporte acuático de arrastre que se practicó, ya que los inicios fueron con viejas tablas de surf que posteriormente fueron evolucionando hasta llegar al actual wakeboard.
Originalmente se practicaba con tablas de unas 7 ", lo que unido a las embarcaciones de la época hacía complicado soltar la cuerda y surfear de manera autónoma más de unos pocos segundos.
En la actualidad el material ha evolucionado enormemente y existen además lanchas preparadas específicamente para este deporte y equipadas con sistemas que ayudan a controlar la velocidad y a generar una ola más alta, larga y limpia.

## Preparación de la embarcación
Para practicar este deportes, en primer lugar es muy importante que la embarcación sea intraborda. Practicarlo con fuerabordas o motores intra-fuera (de cola) es altamente peligroso.
Tradicionalmente la lancha debía ser preparada lastrándola todo lo posible en la banda donde se quería desarrollar la actividad: estribor si se lleva el pie derecho delante y babor si se lleva el pie izquierdo delante. En la actualidad las embarcaciones incorporan unos deflectores que ayudan a generar y limpiar la ola y que ya no hacen necesario llevar la lancha inclinada.
Además el peso debe estar repartido básicamente en la popa (aproximadamente 80 % - 20 %).
También es muy importante mantener una velocidad constante que debe estar en torno a los 16 km/h.

## Técnica básica
La salida desde el agua es similar al wakeboard, si bien la tabla se apoya completamente en el agua ya que no se utilizan botas ni cinchas para sujetarla a los pies. 
La lancha debe arrancar muy lentamente y, en cuanto se pone en movimiento, la presión que ejerce el agua pegará la tabla contra los pies del esquiador. En ese momento el conductor deberá dar más gas para permitir que la tabla adquiera la flotabilidad necesaria para que el esquiador pueda levantarse muy lentamente y con los brazos siempre estirados.
A partir de ese momento, el objetivo del esquiador es encontrar el punto de la ola en que se ejerce la tracción necesaria para arrastrar la tabla sin necesidad de usar la cuerda.